# Anthostema senegalense
Anthostema senegalense là một loài thực vật có hoa trong họ Đại kích. Loài này được A.Juss. mô tả khoa học đầu tiên năm 1824.